# Azimut Yachts
Az Azimut Yachts, röviden Azimut egy olasz luxusjachtgyártó vállalat. A cég székhelye Aviglianában, Torinótól nem messze van.

## Története
A céget 1969-ben alapította Paolo Vitelli vállalkozó. Először vitorláshajókat készítettek, majd később áttértek a luxusjachtokra. 

## Hajói
Hajóit jelenleg öt kategóriába sorolja a gyártó: Atlantis, Magellano, S, Flybridge, Grande.
A hajók mérete 39 és 140 láb között változik. Legnagyobb modelljük, az Azimut Grande 140 6 utas- és 4 személyzeti kabinnal rendelkezik. A hajókat 68 lábig/21 méterig egy 100,000 négyzetméteres épületben szerelik össze, évente kb. 300 darabot, míg a nagyobbakat a világ más hajógyáraiban készítik el.